# Беомицетовые (порядок)
Беомицетовые (лат. Baeomycetales) — порядок сумчатых грибов класса Леканоромицеты.

## Описание
Слоевище накипное, чешуйчатое или листоватое. Апотеции сидячие или на ножках, парафизы разветвлённые. Апикальный аппарат сумок неамилоидный или слегка амилоидный.

## Среда обитания и распространение
Представители порядка обитают на почве, каменистом субстрате, мхах во влажных условиях. 

## Классификация
Согласно базе данных Catalogue of Life на апрель 2024 года порядок включает следующие семейства:
- Baeomycetaceae Dumort.,1829 — Беомицетовые
- Cameroniaceae Kantvilas et Lumbsh, 2012
- Trapeliaceae M. Choisy ex Hertel, 1970 — Трапелиевые
- Xylographaceae Tuck., 1888 — Ксилографовые